# Tappe Zaghe
Tappe Zaghe oder Tepe Zagheh bzw. Tepe Zaqeh (persisch تپه زاغه, DMG tepeh zāġeh [tæppɛ zɑɢɛ]) ist die älteste bekannte dörfliche Siedlung im Iran. Die Fundstätte liegt nahe Sakzabad in einer trockenen Ebene 60 km südlich der Provinzhauptstadt Qazvin in knapp 1300 m Höhe im Norden Zentral-Irans. Die Fläche der auch kurz Zaqeh genannten Siedlung beträgt mit 210 m × 145 m circa 4 Hektar.
Die Bauten der, wie bei Grabungen des Iranischen Antikendienstes seit 1970 gemachte Keramikfunde vermuten lassen, möglicherweise bereits im 6. Jahrtausend bewohnten Siedlung stammen aus dem 8. Jahrtausend v. Chr., obwohl es über das genaue Alter Uneinigkeiten gibt. Die Häuser in Zaghe wurden aus Lehmziegeln gebaut. Verwendung fanden zudem Wände aus zertretenem Lehm, die aufgrund ihrer geringeren Durabilität lediglich zur Abtrennung von Zimmern eingezogen wurden oder der Umzäunung von Gärten dienten. In Zaghe entdeckte man 21 Häuser. Der Hauseingang liegt mit einer Ausnahme wegen der klimatischen Bedingungen nie in nordwestlicher oder südöstlicher Richtung, weil der Raz-Wind, der viel Staub mit sich bringt, von Südosten weht und der Meh-Wind, ein sehr kalter Wind, von Nordwesten. Vor dem Eingang des Hauses mit der Tür nach Westen war eine Mauer aus Lehmziegeln gebaut, um den Meh-Wind abzuhalten.
Es gibt vier verschiedene Arten von Häusern in Zaghe:
- Die Häuser mit mehr als einem unverdeckten Raum. Diese Häuser gehörten den Familien, die wirtschaftlich von Viehzucht abhängig waren.
- Die Häuser mit mehr als einem verdeckten Raum. Diese Häuser gehörten auch den Familien, die als Viehzüchter tätig waren.
- Die Häuser, die Wohn- und Viehräume und ein Lager für landwirtschaftliche Produkte hatten. Diese Häuser gehörten den Familien, die wirtschaftlich von Viehzucht und Landwirtschaft abhängig waren.
- Die kleinen Häuser mit einem Wohnzimmer, einem kleinen Lager und einem Hof. Diese Häuser gehörten den Familien, die für die andere Gruppen arbeiteten.[2]

Die Maurer von Zaghe benutzten Lehm, der das am einfachsten verfügbare Baumaterial war, um Lehmziegel zu machen. Sie benutzten auch zerkleinerte Pflanzen wie Stroh und Grünpflanzen gemischt mit Kies als Mörtel. Sie machten die Lehmziegel ohne Form. Die Flächen der Wände und der Decke wurden mit einer Mischung aus Stroh und Lehm verputzt. Der Verputz eines Hauses war mit Farben dekoriert. Die Dekoration der Wände war geometrisch in roten, weißen, schwarzen und gelben Farben. Der Vorderteil des Eingangs dieses Hauses war mit Keramik-Stücken gepflastert. In Zaghe gibt es ein großes Gebäude. Ezzatollah Negahban glaubt, dass dieses Gebäude als Tempel benutzt wurde, weil:
es ein größeres Gebäude ist,
es darin einige Plätze zum Sitzen gibt,
es im Gegensatz der anderen Häuser dekoriert war,
es mit Ziegenhorn dekoriert wurde, genau wie in Çatalhöyük in der Türkei.
es darin Götterfiguren gibt.
Das Dorf wurde vor 5000 Jahren verlassen.